# Luke Harrold
Luke Harrold (Christchurch, 2008) è uno sciatore freestyle neozelandese, specializzato nell'halfpipe.

## Biografia
Harrold è nato nel 2008 a Christchurch, ma vive da sempre nei pressi del Lago Hāwea. Ha imparato a sciare a Cardrona partecipando al programma locale della Hāwea Flat Primary School. Ha iniziato a gareggiare nel 2016 ai Campionati juniores di freestyle neozelandesi, nel 2018 è stato classificato talent ID da Snow Sports NZ, la federazione della Nuova Zelanda che gestisce gli sport invernali, ed è stato inserito nel National Development Team. Nel 2023 Harrold ha iniziato a gareggiare a livello internazionale, vincendo le classifiche di halfpipe sia della Coppa Nordamerica che della Coppa Europa.
Il 4 settembre dello stesso anno partecipa ai mondiali juniores di Cardona in Nuova Zelanda chiudendo al 5º posto.
Inoltre ha concluso al secondo posto al World Rookie Tour nello slopestyle. Il 9 dicembre 2023 ha fatto il suo debutto in Coppa del Mondo a Secret Garden, ottenendo subito il primo podio: 2º nell'halfpipe alle spalle dello statunitense Alex Ferreira.

## Palmarès

### Giochi olimpici giovanili
- 2 medaglie:
  - 1 oro (halfpipe a Gangwon 2024)
  - 1 bronzo (big air a Gangwon 2024)

### Coppa del Mondo
- 1 podio:
  - 1 secondo posto